# Nova, Talalaiivka
Nova (în ucraineană Нова) este un sat în comuna Ukraiinske din raionul Talalaiivka, regiunea Cernihiv, Ucraina.

## Demografie
Componența lingvistică a localității Nova
     Ucraineană (100%)
Conform recensământului din 2001, toată populația localității Nova era vorbitoare de ucraineană (100%).